# Virgil Wagner
Virgil Wagner né le 27 février 1922 à Belleville (Illinois) et décédé le 22 août 1997  dans la même ville, est un joueur américain de football canadien, qui a porté les couleurs des Alouettes de Montréal de 1946 à 1954. Il jouait à la position de demi offensif et a été un des joueurs les plus marquants de son époque. Il a également évolué dans l'équipe défensive à la position de secondeur.

## Carrière
Après avoir servi dans la marine durant la Seconde Guerre mondiale, Virgil Wagner se joint en 1946 à l'équipe inaugurale des Alouettes de Montréal, membres de la Interprovincial Rugby Football Union ou Big Four. Il s'illustre dès sa première saison, remportant le championnat des pointeurs à égalité avec Joe Krol. Il est également le meilleur pointeur lors des trois saisons suivantes. En 1949 il a aidé les Alouettes à remporter leur première coupe Grey, marquant deux touchés durant le match.

## Trophées et honneurs
- Champion pointeur de l'IRFU : 1946 (ex aequo), 1947, 1948, 1949
- Équipe d'étoiles de l'IRFU : 1946, 1947, 1948, 1949
- Trophée Jeff-Russel (courage, habileté et esprit sportif de l'IRFU) : 1947[4]
- Numéro retiré par les Alouettes de Montréal : 1955[1]
- Intronisé au Temple de la renommée du football canadien : 1980[5]